# Lorenzo Enriques
Lorenzo Enriques (Trieste, 5 marzo 1939) è un fisico e editore italiano.

## Biografia
Ha vissuto e studiato tra Torino e Milano, dove ha conseguito la laurea in fisica nel 1962.
È stato borsista presso l'Istituto Nazionale di Fisica Nucleare di Frascati; poi si è trasferito nel New Jersey come Research Fellow, presso l'Università di Princeton. Dal 1966 al 1978 è stato a Frascati presso il Laboratorio Gas Ionizzati del CNEN (Comitato Nazionale Energia Nucleare), dove ha diretto il Laboratorio di Fisica del plasma.
Dal 1978 al 2020 è stato uno degli amministratori delegati dell'azienda di famiglia, la  Zanichelli Editore di Bologna, in cui ha seguito il settore delle opere di consultazione (dizionari e atlanti) e le consociate Loescher di Torino, CEA (Casa Editrice Ambrosiana) di Milano e D'Anna di Firenze.
Nel 1994 ha fondato l'Associazione per la lettura "Giovanni Enriques", per promuovere la diffusione della lettura tra i giovani; una delle iniziative promosse dall'Associazione è Il giralibro, che consiste nella distribuzione gratuita di libri alle biblioteche scolastiche delle scuole medie.
Nell'ottobre 2006 è entrato a far parte dell'Oplepo (Opificio di Letteratura Potenziale).
Nel 2013 il regista Luigi Faccini ha filmato un suo ritratto registrandolo in un DVD dal titolo Parole in gioco: Lorenzo Enriques.